# Lophotriccus
Lophotriccus är ett fågelsläkte i familjen tyranner inom ordningen tättingar. Släktet omfattar fyra arter med utbredning från Costa Rica till Amazonområdet:
- Rosttofsad todityrann (L. pileatus)
- Tvåbandad todityrann (L. vitiosus)
- Långtofsad todityrann (L. eulophotes)
- Hjälmtodityrann (L. galeatus)

## Familjetillhörighet
Släktet behandlas vanligen som en del av familjen tyranner. Vissa taxonomiska auktoriteter har dock valt att dela upp tyrannerna i flera familjer efter DNA-studier som att tyrannerna består av fem klader som skildes åt redan under oligocen. Lophotriccus förs då till familjen Pipromorphidae.